# うずしおロマンチック海道
うずしおロマンチック海道（うずしおロマンチックかいどう）は、徳島県鳴門市北灘町大須を通る国道11号の旧道の愛称。また周囲は「うずしおロマンチック海道彫刻公園」として整備されている。

## 地理
国道11号の鳴門市北灘町大須にある三津トンネル前から海側の旧道に入ると「うずしおロマンチック海道彫刻公園」が整備がされており、道路沿いに若手の彫刻家による作品が展示されている。
また絶好の夕日スポットでもあり、瀬戸内海に沈む夕日を望むことが出来る。

## 交通
- JR鳴門線「鳴門駅」より車で約25分。
- 神戸淡路鳴門自動車道「鳴門北インターチェンジ」より車で約25分。